# Onthophagus cratippus
Onthophagus cratippus är en skalbaggsart som beskrevs av Vladimir Balthasar 1969. Onthophagus cratippus ingår i släktet Onthophagus och familjen bladhorningar. Inga underarter finns listade i Catalogue of Life.